# Papy fait de la résistance (pièce de théâtre)
Papy fait de la résistance est une pièce de théâtre comique française, écrite par Christian Clavier et Martin Lamotte, et créée en 1981 au théâtre du Splendid Saint-Martin. 
À l'inverse d'Amour, coquillages et crustacés et Le père Noël est une ordure, la pièce n'est pas à considérer comme une pièce de la troupe historique du Splendid, car seulement écrite par Clavier et Lamotte.

## Création

### Théâtre du Splendid Saint-Martin, 1981
La pièce est jouée du 6 novembre 1981 au 29 mai 1982, puis prolongée du 7 août 1982 au 1er janvier 1983.
- Christian Clavier : Michel Taupin
- Martin Lamotte : Guy-Hubert Bourdelle / Super-résistant
- Marie-Anne Chazel
- Gérard Jugnot
- Roland Giraud
- Carole Jacquinot
- Bruno Moynot

## Reprise

### Théâtre de Paris(en association avecFrance 2), 2021
Distribution
- Madame Bourdelle : Catherine Jacob
- Papy : Martin Lamotte
- Bernadette : Karine Belly
- Sponz : Serge Postigo
- Colette  Emma Bazin
- Guy-Hubert alias super-Résistant : Antoine Croset
- Taupin :
- Ramirez et Ramirez junior : Lionel Laget
- "La Chienne de Hitler" : Karine Belly

- Mise en scène : Martin Lamotte, Christian Clavier et Serge Postigo
- Décors :
- Costumes :
- Réalisation sonore :